# Шекміно Перше
Ше́кміно Перше (рос. Шекмино Первое, марій. Соракисер) — присілок у складі Гірськомарійського району Марій Ел, Росія. Входить до складу Мікряковського сільського поселення.

## Населення
Населення — 118 осіб (2010; 108 у 2002).
Національний склад (станом на 2002 рік):
- гірські марійці — 97 %